# Adylkuzz
Adylkuzz est le nom donné à une attaque informatique menée en mai 2017. Elle s'est déroulée en même temps que l'attaque WannaCry mais a fait l'objet d'une moindre attention des médias,. Elle a été détectée par l'entreprise Cyber-Detect, une start-up française.
Cette attaque informatique cible toutes les versions du système d'exploitation Microsoft Windows, de Windows XP à Windows 10 en utilisant la faille de sécurité exploitée par la NSA volée par les Shadow Brokers, c'est-à-dire EternalBlue.

## Fonctionnement
Plus discret sur la plateforme infectée, ce programme va en fait miner une crypto-monnaie, le monero, en utilisant les ressources de la machine infectée. Les gains ainsi générés sont ensuite reversés anonymement à des comptes. 
Le programme aurait de plus freiné la propagation de WannaCry, grâce à du code empêchant d'autres programmes d'utiliser la même faille.

## Symptômes et impact
Les symptômes des machines infectées seraient un ralentissement de la vitesse de calcul, dû à l'allocation des ressources pour le minage.
Cette attaque aurait causé autant de victimes que WannaCry, voire plus.
Le chiffre du million de dollar de bénéfice pour les pirates est avancé,.